# Arnold Verhoeven
Arnold Verhoeven (* 21. Oktober 1905 in Dinslaken; † 2. August 1998) war vom 17. Oktober 1961 bis 17. Oktober 1965 für eine Wahlperiode Mitglied des Deutschen Bundestages. Er wurde für die Christlich Demokratische Union Deutschlands (CDU) über ein Direktmandat in Nordrhein-Westfalen gewählt. Er war seit 1929 Mitglied der KAV Rheno-Danubia Innsbruck im ÖCV.

## Leben
Verhoeven machte an einem Humanistischen Gymnasium sein Abitur und studierte anschließend Philosophie, Germanistik und Geschichte. Nach ein paar Kursen in Zeitungswissenschaften und Jura, arbeitete er zunächst als freier Journalist in Wien. Allerdings wurde er 1938 von der Reichsschrifttumskammer nicht zugelassen und darauf aus Österreich ausgewiesen. Er arbeitete dann ein Jahr lang beim Landesarbeitsamt in Köln als Berufsberater, wo er aber 1939 auf Forderung der Gauleitung Essen entlassen wurde. Ab 1940 arbeitete er dann für Thyssen in Duisburg. Von 1941 an nahm er bis 1944 am Zweiten Weltkrieg teil. Nach dem Krieg wurde er Handlungsbevollmächtigter und seit 1950 arbeitete er für die Bergwerksgesellschaft Walsum in Dinslaken. Während dieser Zeit wurde er auch von 1946 bis 1952 Vorsitzender des Aufsichtsrates der Dinslakener Kreiswohnbau GmbH.

## Politik
Nach dem Zweiten Weltkrieg gehörte Verhoeven zu den Gründungsmitgliedern der CDU, deren Kreisvorsitzender im Landkreis Dinslaken er von 1945 bis 1949 war. Später wurde er zum Ehrenvorsitzenden des Landkreises Dinslaken ernannt. Im Jahr 1946 wurde er zum Kreistagsabgeordneten gewählt, außerdem wurde er Ratsmitglied in Dinslaken. Von 1946 bis 1948 sowie erneut von 1949 bis 1952 war er Landrat und von 1952 bis 1961 stellvertretender Landrat des Kreises Dinslaken.
Bei der Bundestagswahl 1961 wurde Verhoeven als Vertreter des Wahlkreises Rees – Dinslaken in den Deutschen Bundestag gewählt, dem er für eine Wahlperiode bis 1965 angehörte. Im Parlament war er bis November 1963 ordentliches Mitglied des Ausschusses für Petitionen und bis Januar 1965 im Ausschuss für Kommunalpolitik und Sozialhilfe. Außerdem gehörte er den Ausschüssen Lastenausgleich und Kulturpolitik an. Bei der Wahl zum fünften Bundestag wurde er nicht wiedergewählt und schied deshalb 1965 aus.